# 見證人
見證人是基於法律要求，或是當事人為避免嗣後有爭議，因而請其在場親眼目睹及明瞭法律行為或事件做成的經過，且願負證明責任，而表彰在相關文件上之人。有時法律規定會使用「證人」一詞，意義會與前述相同，但與許多訴訟程序中意為事件之見聞目擊而出庭作證的人證情形有別。
例如遺囑作成時，法律常規定須有見證人在場，以確保遺囑係出於立遺囑之人的真意，故需見證人為有利之證明。而在結婚或離婚或簽訂契約時，也常要求須有見聞當事人為結婚、離婚或簽約等行為時，證明的確出於當事人意思及作成經過事實之人。